# Retrato equestre

Retrato equestre de Carlos V, por Ticiano.

Um retrato equestre é um retrato que mostra o sujeito montando um cavalo. Os retratos equestres sugerem uma pessoa de alto status, que em muitos casos era monarca ou outro membro da nobreza, e os retratos também podem remontar a cavalaria medieval.

## História
Estátuas equestres foram feitas pelo menos já na Roma Antiga e no período helenístico. Imagens do cavaleiro trácio eram recorrentes em relevos e pequenas estátuas entre o século IV a.C. e o século IV dC, especialmente na Trácia e na Mésia. A estátua equestre de bronze de Marco Aurélio nos Museus Capitolinos de Roma, da qual uma réplica fica na Piazza del Campidoglio, foi erguida por volta de 176 a.C. Muitas outras estátuas de bronze da época foram derretidas para reutilização. Depois de um período desfavorável, retratos equestres na Europa, incluindo pinturas, desenhos e esculturas, reviveram durante o Renascimento, por volta do século XV. 

## Exemplos
Muitos retratos equestres foram feitos de monarcas. Ticiano pintou seu retrato equestre de Carlos V em 1548.  Antoon van Dyck pintou vários retratos equestres do rei Carlos I da Inglaterra. Os retratos equestres de Napoleão incluem Napoleão cruzando os Alpes (1801–1805), de Jacques-Louis David. 
Na iconografia de São Jorge e o dragão, Jorge é frequentemente retratado a cavalo, como na pintura de Rubens, São Jorge e o dragão (1605-1607). O mesmo vale para alguns outros santos guerreiros, incluindo Demétrio de Tessalônica e Teodoro de Amásia, que às vezes são emparelhados com Jorge.
 

Os retratos equestres de cavaleiros incluem os de Don Quixote, um cavaleiro errante ficcional, dos quais existem muitos exemplos, incluindo um famoso esboço de Pablo Picasso, de 1955. 

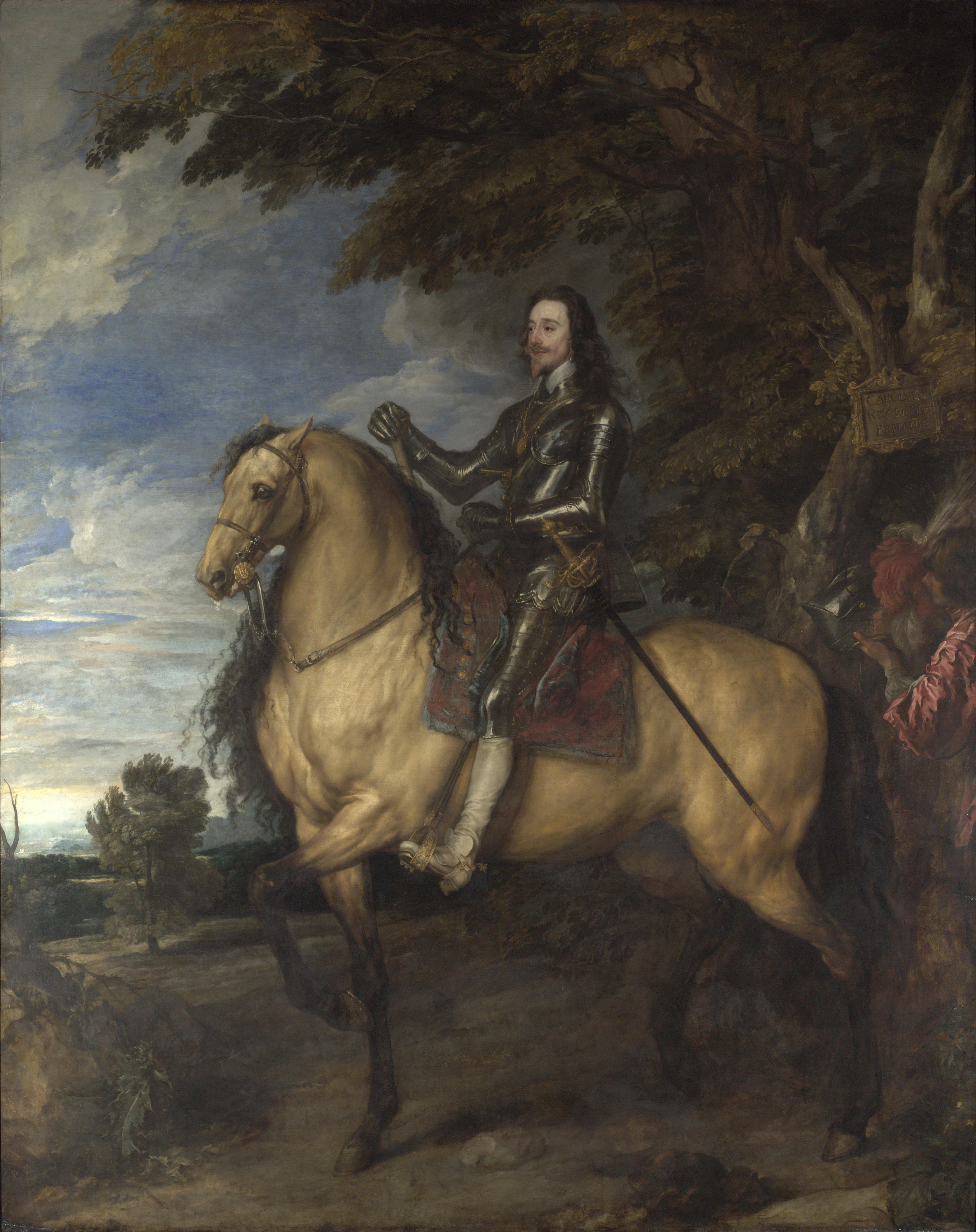
Retrato equestre de Carlos I, por Antoon van Dyck.
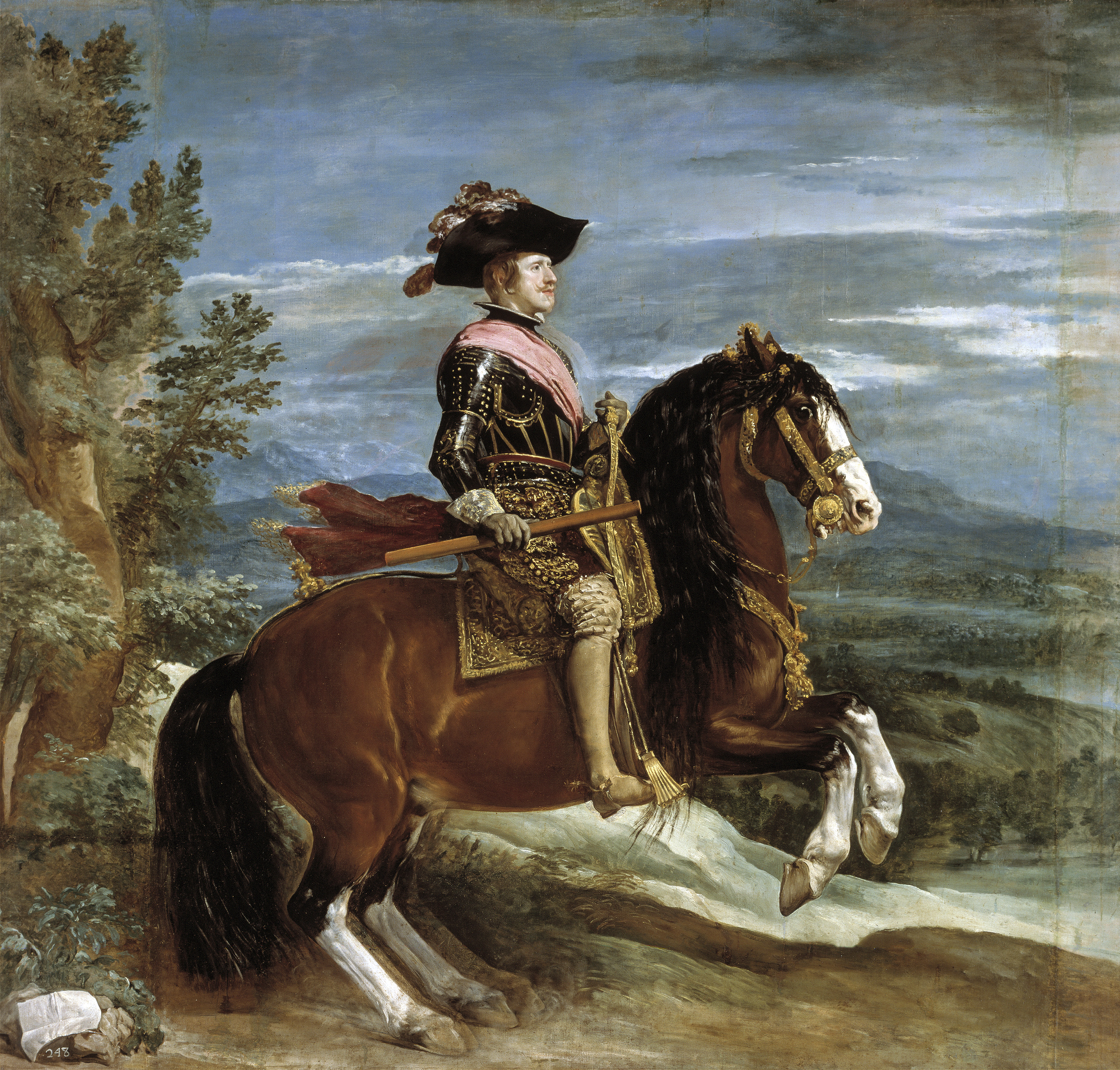
Retrato equestre de Filipe IV, por Diego Velásquez.
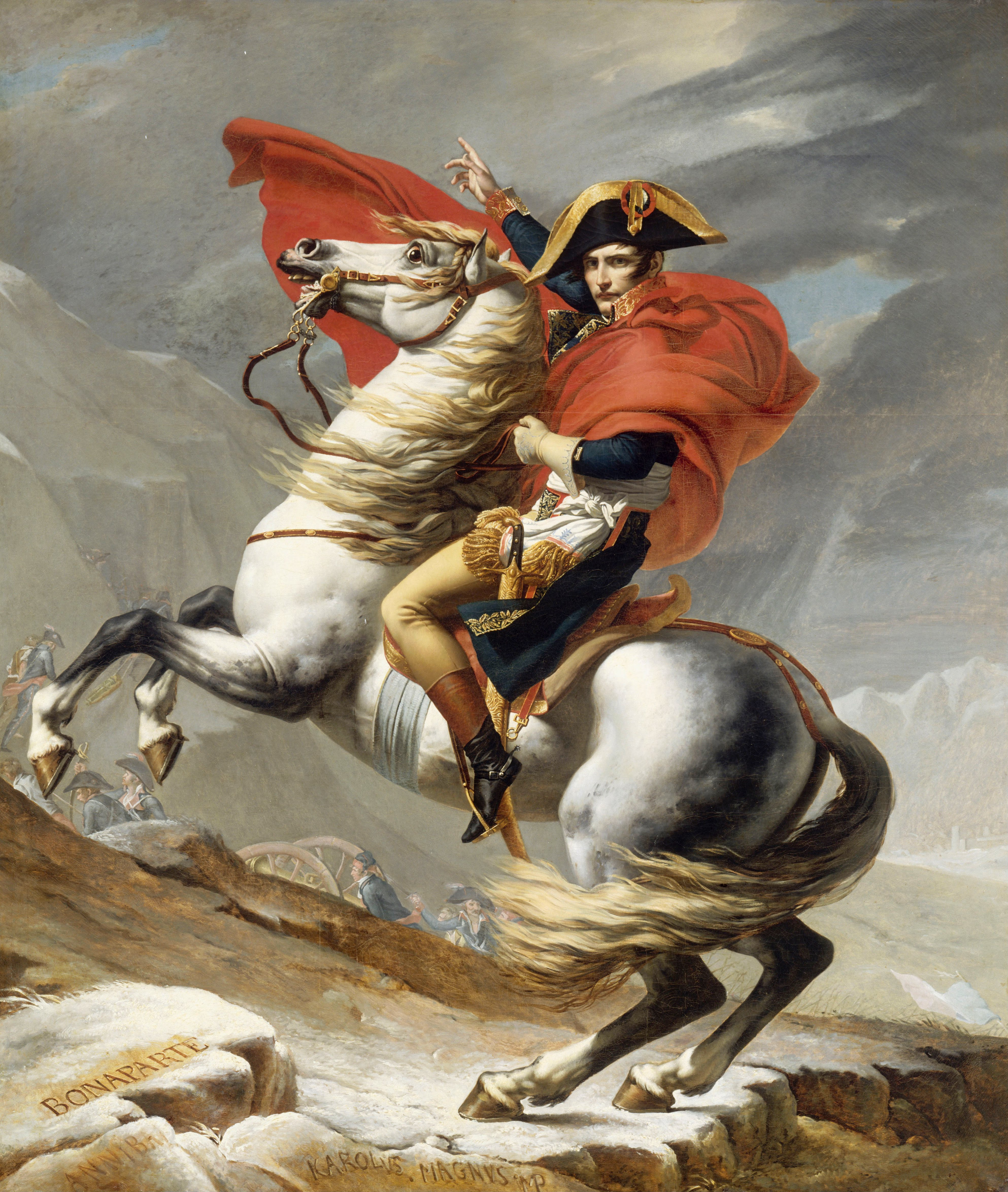
Napoleão cruzando os Alpes, por Jacques Louis David
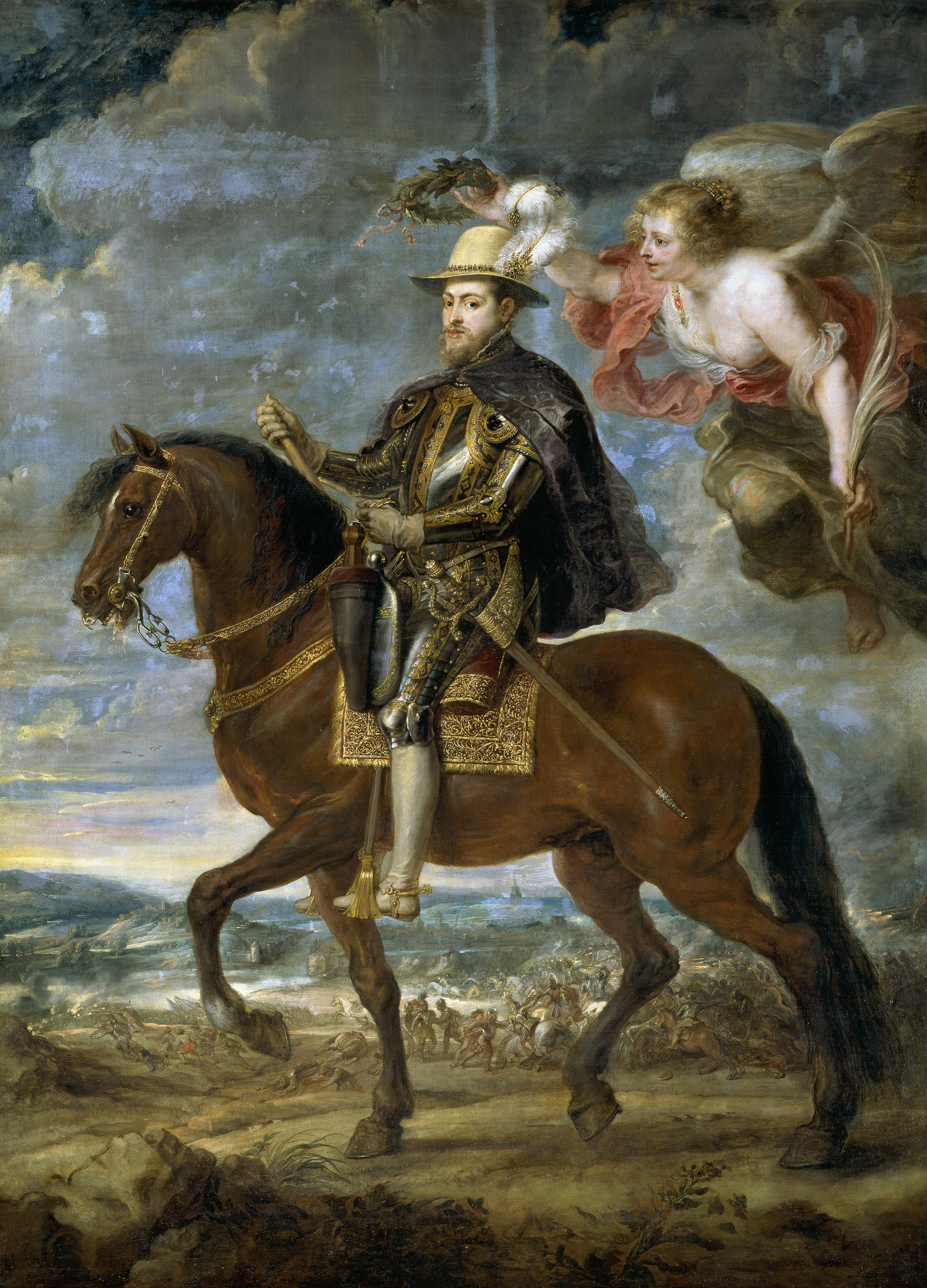
Retrato equestre de Filipe II, por Rubens.
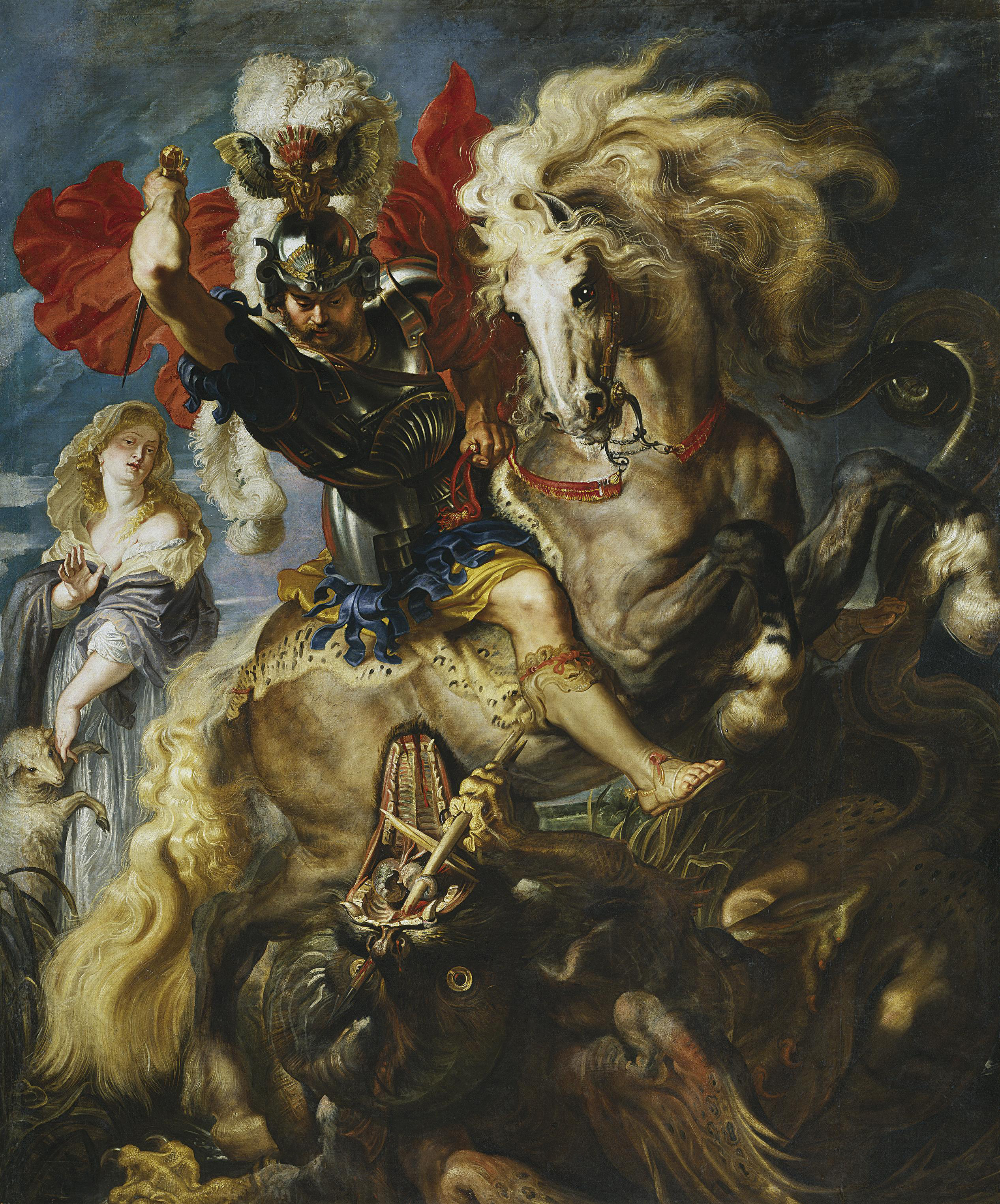
São Jorge e o Dragão, por Rubens.